# 井江耕宗
井江 耕宗（いえ こうそう、明治23年〈1890年〉 - 昭和42年〈1967年〉）とは、明治時代から昭和時代にかけての日本画家。

## 来歴
尾形月耕の門人で本名は宗市。耕宗と号す。鳥取県勝谷村今市（現在の鳥取市鹿野町今市）に井江藤三郎の子として生まれる。明治36年（1903年）、14歳のときに上京し月耕の内弟子となり、美人画や人物画を学んだ。月耕から風景、花木、鳥獣の写生をするよう勧められ、西日本各地を回る。昭和2年（1927年）から昭和5年にかけては朝鮮京城（現ソウル）に滞在し画家としての生活を送った。その後東京に帰ったが、再び朝鮮や中国、九州、鹿野など各地を漫遊しながら絵を描く。昭和30年（1955年）ごろ鹿野町に滞在し、絵筆を振るったのが画家生活の終わりであったといわれる。晩年は竹細工を楽しんだ。享年77。

## 作品
- 「菅原道真公肖像」　絹本着色　鳥取市立鹿野小学校所蔵　鳥取市鹿野町指定有形文化財
- 「後醍醐天皇をお迎えする名和長年」　絹本着色　鳥取市立鹿野小学校所蔵　鳥取市鹿野町指定有形文化財